# Vanadat
U hemiji, vanadat je jedinjenje koje sadrži oksoanjon vanadijuma generalno u svom najvišem oksidativnom stanju od +5. Najjednostavniji vanadatni jon je tetraedralni, ortovanadat, VO3−
4 anjon, koji je prisutan u npr. natrijum ortovanadatu i rastvorima V2O5 u jakoj bazi (pH > 13). Konvencionalno ovoj jon je predstavljan sa jednom dvostrukom vezom, međutim to je rezonantna form pošto je jon regularni tetraedron sa četiri ekvivalentna atoma kiseonika.
Osim toga postoji opseg polioksovanadatnih jona koji obuhvataju diskretne jone i "infinitne" polimerne jone. Takođe postoje vanadati, kao što je rodijum vanadat, RhVO4, koji imaju statističku rutilnu strukturu gde Rh3+ i V5+ joni randomno zauzimaju Ti4+ pozicije u rutilnoj rešetci, koja nije rešetka katijona i balansirajućih vanadatnih anjona, nego mešoviti oksid.
U hemijskoj nomenklaturi kad vanadat formira deo imena, to označava da jedinjenje sadrži anjon sa centralnim atomom vanadijuma, npr. amonijum heksafluorovanadat je trivijalno ime za jedinjenje (NH4)3VF6 Sa IUPAC imenom amonijum heksafluoridovanadat(III).

## Primeri vanadatnih jona
Primeri jona su:
- VO3−
4 "ortovanadat", tetraedralan.[2]
- V
2O4−
7 "pirovanadat", VO4 tetraedri sa zajedničkim uglovima, slično dihromatnom jonu[2]
- V
3O3−
9, cikličan sa VO4 tetraedrima sa zajedničkim uglovima[4]
- V
4O4−
12, cikličan sa VO4 tetraedrima sa zajedničkim uglovima[5]
- V
5O3−
14, VO4 tetraedri sa zajedničkim uglovima[6]
- V
10O6−
28 "dekavanadat", VO6 oktaedar sa zajedničkim ugolvima i ivicama[2]
- V
12O4−
32[2]
- V
13O3−
34, spojeni VO6 oktaedar[7]
- V
18O12−
42[8]

Primeri polimernih “infinitnih” jona su
- [VO3]n−
n u npr. NaVO3, natrijum metavanadatu[2]
- [V3O8]n−
n u CaV6O16[9]

|                     |       |                   |
| metavanadatni lanci | V5O14 | dekavanadatni jon |

U ovim jonima vanadijum ispoljava tetraedralnu, kvadratno piramidalnu i oktahedralnu koordinaciju. U tom pogledu vanadijum je sličan sa volframatom i molibdatom, dok hrom ima ograničeniji opseg jona.

## Vodeni rastvori
Rastvaranjem vanadijum pentoksida u jako baznom vodenom rastvoru se formira bezbojni VO3−
4 jon. Zakišeljavanjem ovaj rastvor postepeno postaje tamniji uz promenu boje do naradžaste i crvene oko pH 7. Smeđi hidratisani V2O5 precipitira oko pH 2, ponovnim rastvaranjem se formira svetlo žuti rastvor koji sadrži [VO2(H2O)4]+ jon. Broj i identitet oksianjona koji postoje između pH 13 i 2 zavisi od pH kao i koncentracije. Na primer, protonacija vanadata inicira seriju kondenzacija, čime se formiraju polioksovanadatni joni:
- pH 9–12; HVO2−
4, V
2O4−
7
- pH 4–9; H
2VO−
4, V
4O4−
12, HV
10O5−
28
- pH 2–4; H3VO4, H
2V
10O4−
28

## Farmakološka svojstva
Vanadat je potentan inhibitor ATPaza ćelijske membrane, kao što je Na+/K+-ATPaza i Ca2+-ATPaza (PMCA). Međutim, on ne inhibira druge ATPaze, kao što su SERCA (Ca2+-ATPaza sarko/endoplasmičnog retikuluma), aktomiozinska ATPaza i mitohondrijska ATPaza.